# El País
El País (tiếng Tây Ban Nha: [el paˈis] ⓘ; n.đ. 'Quốc gia') là một nhật báo của Tây Ban Nha. El País có trụ sở tại thủ đô Madrid và thuộc sở hữu của tập đoàn truyền thông Tây Ban Nha PRISA.